# ديفيد فلوود
ديفيد فلوود (بالإنجليزية: David Flood)‏ هو لاعب كرة قدم أسترالية أسترالي، ولد في 22 فبراير 1969 في Nhill ‏ في أستراليا.

## وصلات خارجية
- ديفيد فلوود على موقع AustralianFootball.com (الإنجليزية)
- ديفيد فلوود على موقع AFLtables.com (الإنجليزية)